# Blastobasis spermologa
Blastobasis spermologa é uma espécie de mariposa do gênero Blastobasis pertencente à família Coleophoridae.